# Perditorulus divergatus
Perditorulus divergatus är en stekelart som beskrevs av Christer Hansson 2004. Perditorulus divergatus ingår i släktet Perditorulus och familjen finglanssteklar.
Artens utbredningsområde är Ecuador. Inga underarter finns listade i Catalogue of Life.